# Traduzione (diritto)
In gergo giuridico, per traduzione s'intende il trasferimento coatto di persone in regime di restrizione della libertà personale da un luogo ad un altro. 
L'art. 42-bis comma 1 della legge 26 luglio 1975, n. 354 (ordinamento penitenziario), così come modificato dall'art. 2 della legge 12 dicembre 1992, n. 492 recante "Disposizioni in materia di traduzioni di soggetti in condizione di restrizione della libertà personale e di liberazione di imputati prosciolti", definisce «traduzione» "tutte le attività di accompagnamento coattivo, da un luogo ad un altro, di soggetti detenuti, internati, fermati, arrestati o comunque in condizione di restrizione della libertà personale".

## Classificazione della traduzioni
Si suole distinguere le traduzioni in:
- periodiche : dal 1996 al 2005 si effettuavano periodicamente a mezzo ferrovia, utilizzando appositi treni blindati alimentati a gasolio (ovvero in giorni prefissati con treni e sugli itinerari stabiliti in base ad appositi calendari);
- straordinarie: si effettuano in qualsiasi giorno ed ora, in caso di particolari necessità (ad esempio: per ricovero urgente in struttura di cura, per esigenze di giustizia, cioè per partecipare al processo o per essere sentiti dal magistrato, in caso di sfollamento della casa di reclusione, etc.).

## Tutela della riservatezza e della dignità dei traducendi
Nelle traduzioni devono essere adottate "le opportune cautele per proteggere i soggetti tradotti dalla curiosità del pubblico e da ogni specie di pubblicità, nonché per evitare ad essi inutili disagi" (art. 42-bis, comma 4, L. 492/92).
Inoltre, con riferimento all'uso delle manette, la legge distingue tra:
- Traduzioni individuali: in questi casi, l'uso delle manette è obbligatorio in caso di accertata pericolosità del traducendo, ovvero sia legittimo ipotizzare che lo stesso possa approfittare della traduzione per una fuga, ovvero talune circostanze ambientali rendano difficile la traduzione (art. 42-bis, comma 5, L. 492/92);
- Traduzioni collettive: in questi casi, l'uso delle manette è sempre obbligatorio (art. 42-bis, comma 6, L. 492/92). Dovrà, pertanto, far ricorso alle manette modulari multiple, il cui capitolato è definito da apposito Decreto Ministeriale.

Ancora, nelle traduzioni individuali e collettive degli adulti è consentito l'uso degli abiti civili; nelle traduzioni dei minorenni, l'uso degli abiti civili costituisce la regola.
Le detenute e le internate sono tradotte con l'assistenza di personale femminile.

## Organi competenti
Circa gli organi competenti ad eseguire le traduzioni, la legge opera la seguente distinzione:
- le traduzioni degli internati e dei detenuti adulti sono effettuate dalla polizia penitenziaria, che opera attraverso il proprio Nucleo Traduzioni e Piantonamenti (art. 42-bis, comma 2, L. 492/92);
- le traduzioni dei minorenni sono effettuate da contingenti della polizia penitenziaria assegnati al settore minorile e, in loro difetto, da altre forze di polizia (art. 42-bis, comma 3, L. 492/92).

## Parco automezzi impiegati nel servizio di traduzione
Il decreto legge 17 dicembre 1999, n. 481 (convertito in Legge 14 febbraio 2000, n. 23) recante "Misure urgenti per il servizio di traduzione degli internati", ha disposto il potenziamento del parco automezzi in dotazione al Dipartimento dell'Amministrazione Penitenziaria impiegati nel servizio di traduzione degli internati e dei detenuti.